# Secret Symphony
Albums de Katie Melua
The House Ketevan
Secret Symphony est le cinquième album studio de Katie Melua. Il est sorti le 5 mars 2012. L'édition classique comporte 11 titres, celle vendue sur iTunes propose trois morceaux bonus (The secret sessions).

## Genèse
Katie Melua décrit Secret Symphony comme l'album de ses chanteurs : 

« J'ai toujours voulu monter un projet comme celui-là, chanter les chansons des autres pour y apporter ma touche personnelle avec ma voix […]. Il se trouve que Mike a écrit quelques nouvelles chansons, mais l'idée générale était de reprendre de grands auteurs comme Ron Sexsmith (Gold In Them Hills, une de mes chansons préférées initialement enregistrée par Bonnie Raitt (Too Long At The Fair) et quelques autres plus connues comme Keeping The Dream Alive »

## Liste des titres
| No  | Titre                                              | Auteur                    | Durée      |
| --- | -------------------------------------------------- | ------------------------- | ---------- |
| 1.  | Gold In Them Hills                                 | Ron Sexsmith              | 3 min 31 s |
| 2.  | Better Than a Dream                                | Mike Batt                 | 3 min 10 s |
| 3.  | The Bit That I Don’T Get                           | Batt                      | 3 min 12 s |
| 4.  | Moonshine                                          | Francis Healy             | 2 min 41 s |
| 5.  | Forgetting All My Troubles                         | Melua                     | 3 min 22 s |
| 6.  | All Over the World                                 | Françoise Hardy           | 2 min 55 s |
| 7.  | Nobody Knows You When You’Re Down and Out          | Jimmy Cox                 | 4 min 33 s |
| 8.  | The Cry of the Lone Wolf                           | Melua, Batt               | 3 min 59 s |
| 9.  | Heartstrings                                       | Melua, Batt               | 2 min 59 s |
| 10. | The Walls of the World                             | Batt                      | 3 min 25 s |
| 11. | Secret Symphony                                    | Batt                      | 3 min 51 s |
| 12. | Feels Like Home (édition The Secret Sessions)      | Randy Newman              | 4 min 47 s |
| 13. | Too Long At the Fair (édition The Secret Sessions) | Joel Zoss                 | 3 min 4 s  |
| 14. | Love Me Tender (édition The Secret Sessions)       | Elvis Presley/Vera Matson | 3 min 12 s |